# Vail (Iowa)
Vail és una població dels Estats Units a l'estat d'Iowa. Segons el cens del 2000 tenia 452 habitants.

## Demografia
Segons el cens del 2000, Vail tenia 452 habitants, 185 habitatges, i 128 famílies. La densitat de població era de 311,6 habitants/km².
Dels 185 habitatges en un 35,7% hi vivien nens de menys de 18 anys, en un 53% hi vivien parelles casades, en un 9,2% dones solteres, i en un 30,8% no eren unitats familiars. En el 28,1% dels habitatges hi vivien persones soles el 15,7% de les quals corresponia a persones de 65 anys o més que vivien soles. El nombre mitjà de persones vivint en cada habitatge era de 2,44 i el nombre mitjà de persones que vivien en cada família era de 2,95.
Per edats la població es repartia de la següent manera: un 28,1% tenia menys de 18 anys, un 7,1% entre 18 i 24, un 25,4% entre 25 i 44, un 21,5% de 45 a 60 i un 17,9% 65 anys o més.
L'edat mediana era de 37 anys. Per cada 100 dones de 18 o més anys hi havia 100,6 homes.
La renda mediana per habitatge era de 33.750 $ i la renda mediana per família de 39.107 $. Els homes tenien una renda mediana de 24.500 $ mentre que les dones 19.063 $. La renda per capita de la població era de 15.071 $. Entorn del 6,2% de les famílies i el 7% de la població estaven per davall del llindar de pobresa.

## Poblacions més properes
El següent diagrama mostra les poblacions més properes.